# Woodsboro (Texas)
Woodsboro è una città degli Stati Uniti d'America, situata nello Stato del Texas, nella Contea di Refugio.